# Al-Kholood Club
L'Al-Kholood Club (in arabo نادي الخلود‎?) è una società calcistica saudita di Al-Rass. Milita nella Lega saudita professionistica, la massima divisione del campionato saudita di calcio.

## Storia
Fondato con il nome di Al-Kholood FC nel 1970, anche se alcune fonti riportano il 1965, il club ha come colori sociali il verde, il bianco e il rosso.
Ha esordito nella Saudi Pro League nella stagione Prima Divisione, dopo aver conquistato il campionato di terza serie nella stagione precedente.
La stagione 2023-2024 non inizia nel migliore dei modi, con il club saudita che è costretto ad un cambio di allenatore, affidando la panchina al portoghese Fabiano Flora.
Con il nuovo allenatore, l'Al-Kholood ha trovato una serie di 14 vittorie consecutive, durata per circa 4 mesi, passando dalla zona retrocessione a posizioni vicine alla zona promozione.
[...] Questa è solo la terza stagione che Al-Kholood gioca professionalmente, ma il presidente ha fatto molti sforzi per aiutare il club a crescere. Ha bisogno di tempo per migliorare, ma il sogno rimane intatto: stiamo ancora lottando per questo sogno della Saudi Pro League»
(Fabiano Flora)
Al termine della stagione 2023-2024, con la vittoria per 1-5 contro l'Al-Safa scaturita alla penultima giornata, il club si assicura il terzo posto della classifica, conquistando la promozione diretta in Saudi Pro League per la prima volta nella sua storia.
Nel maggio 2024, il club invia una richiesta alla Federazione calcistica dell'Arabia Saudita, propondendo il cambio della denominazione del club da Al-Kholood Club a Al-Rass Club.

## Stadio
Gioca le gare casalinghe allo Stadio Al-Hazem Club, di Al-Rass.

## Palmarès
- Seconda Divisione: 2

2001-2002, 2007-2008

## Organico
Aggiornato al 20 agosto 2025
| N. |                           | Ruolo | Calciatore            |
| -- | ------------------------- | ----- | --------------------- |
| 1  | Argentina (bandiera)      | P     | Juan Pablo Cozzani    |
| 4  | Arabia Saudita (bandiera) | D     | Jamaan Al-Dossari     |
| 5  | Nigeria (bandiera)        | D     | William Troost-Ekong  |
| 7  | Arabia Saudita (bandiera) | D     | Sultan Al-Shehri      |
| 8  | Arabia Saudita (bandiera) | C     | Abdulrahman Al-Safari |
| 9  | Comore (bandiera)         | C     | Myziane Maolida       |
| 10 | Spagna (bandiera)         | C     | Álex Collado          |
| 11 | Arabia Saudita (bandiera) | C     | Mohammed Sawaan       |
| 12 | Arabia Saudita (bandiera) | D     | Hassan Al-Asmari      |
| 15 | Mali (bandiera)           | C     | Aliou Dieng           |
| 18 | RD del Congo (bandiera)   | A     | Jackson Muleka        |
| 19 | Arabia Saudita (bandiera) | D     | Abdullah Al-Rashidi   |
| 22 | Arabia Saudita (bandiera) | C     | Hammam Al-Hammami     |
| 23 | Slovacchia (bandiera)     | D     | Norbert Gyömbér       |
| 24 | Arabia Saudita (bandiera) | A     | Abdullah Al-Hawsawi   |

| N. |                           | Ruolo | Calciatore          |
| -- | ------------------------- | ----- | ------------------- |
| 25 | Serbia (bandiera)         | A     | Nikola Stojiljković |
| 26 | Arabia Saudita (bandiera) | A     | Mazen Al-Harbi      |
| 27 | Arabia Saudita (bandiera) | C     | Hamdan Al-Shamrani  |
| 30 | Arabia Saudita (bandiera) | P     | Mohammed Mazyad     |
| 33 | Arabia Saudita (bandiera) | P     | Jassem Al-Ashban    |
| 34 | Brasile (bandiera)        | P     | Marcelo Grohe       |
| 36 | Arabia Saudita (bandiera) | D     | Ahmed Al-Hafiz      |
| 39 | Arabia Saudita (bandiera) | D     | Nawaf Al-Shuwair    |
| 45 | Arabia Saudita (bandiera) | C     | Abdulfattah Asiri   |
| 70 | Arabia Saudita (bandiera) | D     | Mohammed Jahfali    |
| 96 | Francia (bandiera)        | C     | Kévin N'Doram       |
| 99 | Arabia Saudita (bandiera) | C     | Majed Khalifa       |
|    | Arabia Saudita (bandiera) | C     | Farhah Al-Shamrani  |
|    | Arabia Saudita (bandiera) | A     | Bassem Al-Arini     |